# Reprezentacja Bangladeszu w piłce ręcznej mężczyzn
Reprezentacja Bangladeszu w piłce ręcznej mężczyzn – narodowy zespół piłkarzy ręcznych Bangladeszu. Reprezentuje swój kraj w rozgrywkach międzynarodowych. Nie odnieśli oni jednak wielkich sukcesów na arenie międzynarodowej.
Zawodnicy Bangladeszu zdobyli brązowe medale na turnieju piłki ręcznej podczas Igrzysk Południowej Azji 2010 rozgrywanych w Dhace.
Bangladesz jest członkiem Międzynarodowej Federacji Piłki Ręcznej od 1986 roku.

## Turnieje

### Udział wmistrzostwach Azji
| Rok  | Wynik | Źródło |
| ---- | ----- | ------ |
| 1977 | –     |        |
| 1979 | –     |        |
| 1983 | –     |        |
| 1987 | –     |        |
| 1989 | –     |        |
| 1991 | –     |        |
| 1993 | –     |        |
| 1995 | –     |        |
| 2000 | –     |        |
| 2002 | –     |        |
| 2004 | –     |        |
| 2006 | –     |        |
| 2008 | –     |        |
| 2010 | –     |        |
| 2012 | –     |        |
| 2014 | –     |        |
| 2016 | –     |        |
| 2018 | 13.   |        |
| 2020 | –     |        |
| 2022 | –     |        |